# プレクストーク

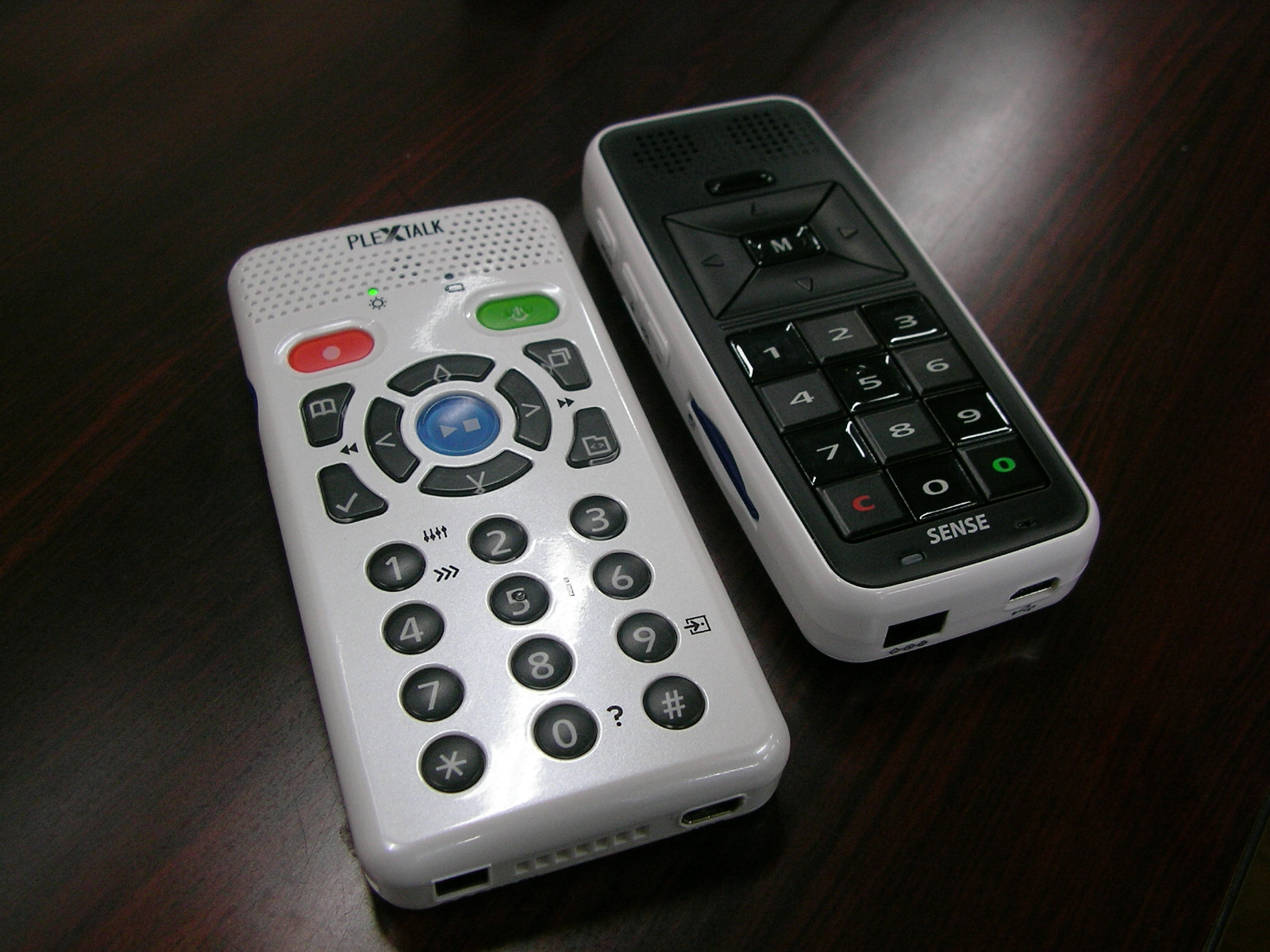
プレクストーク

プレクストーク（PLEXTALK）は、シナノケンシによる、視覚障害者用デジタル録音図書読書関連機器及びソフトウエアに用いられるブランドである。

## 概要
プレクストークは、シナノケンシが供給する、視覚障害者における情報保障に資する関連機器及びソフトウエア製品群に用いるブランドであり、視覚障害者用デジタル録音図書の規格であるDAISY規格に基づいた製品群となっている。
視覚障害者自身の用いる機器及びソフトウェア、視覚障害者用デジタル録音図書製作者の用いる機器及びソフトウェアに大別される。

## 視覚障害者自身の用いる機器及びソフトウエア
視覚障害者自身の用いる機器及びソフトウエアとしては、プレクストークリンクポケット、PLEXTALK PTR2（プレクストーク・ピーティーアールツー）、PLEXTALK PTN2（プレクストーク・ピーティーエヌツー）、PLEXTALK POCKET PTP1（プレクストークポケット）Net-PLEXTALK（ネット・プレクストーク）、が提供されている。

Net-PLEXTALKは、日本点字図書館と日本ライトハウス盲人情報文化センターが共同で運営し、視覚障害者用デジタル録音図書群を収容する「びぶりおネット」の蔵書を、再生・ダウンロードするためのソフトウェアであり、著作権保護と情報保障の両立を図るスキームとして、情報保障分野において重要な役割を担っている。

### 機種一覧
- 録音再生機
  - PTR2
- 携帯型録音再生機
  - リンクポケット
  - Pocket PTP1
- 再生専用機
  - PTN2
- 再生ソフト
  - Net-PLEXTALK

## 視覚障害者用デジタル録音図書製作者の用いる機器及びソフトウエア
視覚障害者用デジタル録音図書製作者の用いる機器及びソフトウエアとしては、PLEXTALK DR-1（プレクストーク・ディーアールワン）、PLEXCOPIER PX-DM300A（プレクスコピア・ピーエックスディーエムさんびゃくエー）、PRS Pro（ピーアールエス プロ）が提供されている。なお、上述のPTR2には、PRS（ピーアールエス）が付属されている。

### 機種一覧
- 録音機
  - DR-1
- 録音・編集ソフト
  - PLEXTALKProducer（プレクストーク プロデューサー）
  - PLEXTALK Recording Software Pro (PRS Pro)